# Get a Grip
Get a Grip (в переводе с англ. Возьми себя в руки) — одиннадцатый студийный альбом американской рок-группы Aerosmith, выпущенный в апреле 1993 года на лейбле Geffen Records.

## Об альбоме
Get a Grip стал последним альбомом, который вышел на лейбле Geffen, позже Aerosmith вернулись на лейбл Columbia Records. Get a Grip включает в себя небольшие вокальные партии таких вокалистов, как: Дон Хенли, чей вокал слышен в песне «Amazing», и Ленни Кравица в песне «Line Up». Как и на предыдущих альбомах Permanent Vacation и Pump, в записи Get a Grip принимали участие многие артисты: Дезмонд Чайлд, Джим Вэлланс, Марк Хандсон, Ричи Сюпа, Тэйлор Роудс, Джек Блэйдз и Томми Шэв.
Get a Grip стал самым продаваемым альбомом Aerosmith во всем мире (было продано 20 миллионов копий). Get a Grip стал третьим самым продаваемым диском Aerosmith в Соединённых Штатах. На 1995 год его продажи составили 7 миллионов экземпляров. Две песни с пластинки стали лауреатами премии «Грэмми» в номинации «Лучшее вокальное рок-исполнение дуэтом или группой» в 1993 и 1994 годах.

## Список композиций
| №   | Название                            | Автор(ы)                                         | Длительность |
| --- | ----------------------------------- | ------------------------------------------------ | ------------ |
| 1.  | «Intro»                             | Стивен Тайлер, Джо Перри, Джим Вэлланс           | 0:23         |
| 2.  | «Eat the Rich»                      | Стивен Тайлер, Джо Перри, Джим Вэлланс           | 4:09         |
| 3.  | «Get a Grip»                        | Стивен Тайлер, Джо Перри, Джим Вэлланс           | 3:58         |
| 4.  | «Fever»                             | Стивен Тайлер, Джо Перри                         | 4:15         |
| 5.  | «Livin’ on the Edge»                | Стивен Тайлер, Джо Перри, Марк Хандсон           | 6:07         |
| 6.  | «Flesh»                             | Стивен Тайлер, Джо Перри, Дезмонд Чайлд          | 5:56         |
| 7.  | «Walk on Down»                      | Джо Перри                                        | 3:37         |
| 8.  | «Shut Up and Dance»                 | Стивен Тайлер, Джо Перри, Джек Блэйдз, Томми Шэв | 4:55         |
| 9.  | «Cryin’»                            | Стивен Тайлер, Джо Перри, Тэйлор Роудс           | 5:08         |
| 10. | «Gotta Love It»                     | Стивен Тайлер, Джо Перри, Марк Хандсон           | 5:58         |
| 11. | «Crazy»                             | Стивен Тайлер, Джо Перри, Дезмонд Чайлд          | 5:16         |
| 12. | «Line Up»                           | Стивен Тайлер, Джо Перри, Ленни Кравиц           | 4:02         |
| 13. | «Amazing»                           | Стивен Тайлер, Ричи Сюпа                         | 5:56         |
| 14. | «Boogie Man» (записал Тони Лентини) | Стивен Тайлер, Джо Перри, Джим Вэлланс           | 2:16         |

### Бонус-трек в международной версии альбома
| №   | Название             | Автор(ы)                                         | Длительность |
| --- | -------------------- | ------------------------------------------------ | ------------ |
| 13. | «Can’t Stop Messin’» | Стивен Тайлер, Джо Перри, Джек Блэйдз, Томми Шэв | 3:30         |

### Би-сайды и дополнительные версии песен
- «Don’t Stop»
- «Head First»
- «Amazing (Orchestral Version)»
- «Livin’ on the Edge (Acoustic Version)»
- Песня «Can’t Stop Messin’» является треком номер 13 в международной версии альбома Get a Grip.

## Люди, участвовавшие в записи альбома
- Стивен Тайлер — вокал, губная гармоника в песне «Cryin’»
- Джо Перри — соло-гитара, бэк-вокал, вокал в песне «Walk on Down»
- Брэд Уитфорд — гитара
- Том Хэмилтон — бас-гитара
- Джоуи Крамер — ударные, перкуссия

### Дополнительный персонал
- Paul Baron — труба
- Дезмонд Чайлд — клавишные в песне «Crazy»
- Bruce Fairbairn — труба
- Дон Хенли — бэк-вокал в песне «Amazing»
- Tom Keenlyside — саксофон
- Lenny Kravitz — бэк-вокал в песне Line Up
- Ian Putz — баритон-саксофон
- Bob Rogers — тромбон
- Richie Suppa — клавишные в песне «Amazing»
- Liainaiala Tagaloa, Mapuhi T. Tekurio,Wesey Mamea, Aladd Alationa Teofilo, Melvin Liufau, Sandy Kanaeholo — перкуссионные инструменты в песне Eat the Rich
- John Webster — клавишные

### Производство
- Bruce Fairbairn — продюсер
- John Aguto, Ed Korengo, Ken Lomas, Mike Plotnikoff, David Thoener — инженеры
- Tony Lentini — инженер пре-продакшна
- Brendan O’Brien — микширование
- Greg Fulginiti — запись
- David Donnelly — исполнительный продюсер
- John Webster — запись, программирование
- Debra Shallman — координатор продакшна
- Dan Murphy — гитарный техник
- Steven Tyler — аранжировщик
- Michael Golob — художественный руководитель
- Hugh Syme — дизайнер обложки
- Edward Colver, William Hames — фотография

## Чарты
| Чарт (1993)              | Наивысшая позиция |
| ------------------------ | ----------------- |
| Австралия (Top 40)       | 3                 |
| Австрия (Top 75)         | 3                 |
| Канада RPM 100 Albums    | 2                 |
| Франция (InfoDisc)       | 24                |
| Нидерланды (Top 100)     | 2                 |
| Новая Зеландия (Top 50)  | 9                 |
| Норвегия (Top 40)        | 3                 |
| Швейцария (Top 100)      | 1                 |
| Швеция (Top 60)          | 3                 |
| США Billboard 200        | 1                 |
| Великобритания (Top 100) | 2                 |

| Чарт (1990—1999)   | Позиция |
| ------------------ | ------- |
| U.S. Billboard 200 | 77      |

| Год  | Сингл                | Чарт                                | Позиция |
| ---- | -------------------- | ----------------------------------- | ------- |
| 1993 | «Amazing»            | US Billboard Mainstream Rock Tracks | 3       |
| 1993 | «Amazing»            | US Billboard Hot 100                | 24      |
| 1993 | «Amazing»            | US Billboard Top 40 Mainstream      | 9       |
| 1993 | «Amazing»            | UK Singles Chart                    | 57      |
| 1993 | «Cryin’»             | US Billboard Mainstream Rock Tracks | 1       |
| 1993 | «Cryin’»             | US Billboard Hot 100                | 12      |
| 1993 | «Cryin’»             | US Billboard Top 40 Mainstream      | 11      |
| 1993 | «Cryin’»             | UK Singles Chart                    | 17      |
| 1993 | «Cryin’»             | Norway Top 20                       | 1       |
| 1993 | «Cryin’»             | Sweden Top 60                       | 3       |
| 1993 | «Cryin’»             | Schweizer Top 75                    | 4       |
| 1993 | «Eat the Rich»       | Billboard Mainstream Rock Tracks    | 5       |
| 1993 | «Eat the Rich»       | UK Singles Chart                    | 34      |
| 1993 | «Fever»              | Billboard Mainstream Rock Tracks    | 5       |
| 1993 | «Livin’ On The Edge» | Billboard Mainstream Rock Tracks    | 1       |
| 1993 | «Livin’ On The Edge» | Billboard Hot 100                   | 18      |
| 1993 | «Livin’ On The Edge» | Billboard Top 40 Mainstream         | 19      |
| 1993 | «Livin’ On The Edge» | UK Singles Chart                    | 19      |
| 1993 | «Livin’ On The Edge» | Australian Top 50                   | 21      |
| 1993 | «Livin’ On The Edge» | Norway Top 20                       | 4       |
| 1994 | «Crazy»              | Mainstream Rock Tracks              | 7       |
| 1994 | «Crazy»              | The Billboard Hot 100               | 17      |
| 1994 | «Crazy»              | Top 40 Mainstream                   | 7       |

## Сертификации
| Организация                | Уровень                         | Дата             |
| -------------------------- | ------------------------------- | ---------------- |
| IFPI — Швеция              | Золотой (20,000 копий)          | 1987-1998        |
| IFPI — Швеция              | Платиновый (40,000 копий)       | 1987-1998        |
| BPI — Великобритания       | Silver (60,000 копий)           | 1 мая 1993       |
| BPI — Великобритания       | Золотой(100,000 копий)          | 1 мая 1993       |
| BPI — Великобритания       | Платиновый (300,000 копий)      | 1 октября 1994   |
| RIAA — США (U.S).          | Золотой (500,000 копий)         | 23 июня 1993     |
| RIAA — США (U.S).          | Платиновый(1,000,000 копий)     | 23 июня 1993     |
| RIAA — США (U.S).          | 2× Платиновый (2,000,000 копий) | 13 сентября 1993 |
| RIAA — США (U.S).          | 3× Платиновый (3,000,000 копий) | 12 января 1994   |
| RIAA — США (U.S).          | 4× Платиновый (4,000,000 копий) | 19 апреля 1994   |
| RIAA — США (U.S).          | 5× Платиновый (5,000,000 копий) | 15 сентября 1994 |
| RIAA — США (U.S).          | 6× Платиновый (6,000,000 копий) | 6 декабря 1994   |
| RIAA — США (U.S).          | 7× Платиновый (7,000,000 копий) | 7 ноября 1995    |
| CIA — Канада               | Золотой (50,000 копий)          | 19 апреля 1993   |
| CIA — Канада               | Платиновый (100,000 копий)      | 19 апреля 1993   |
| CIA — Канада               | 2× Платиновый (200,000 копий)   | 9 июня 1993      |
| CIA — Канада               | 3× Платиновый (300,000 копий)   | 29 сентября 1993 |
| CIA — Канада               | 4× Платиновый (400,000 копий)   | 11 ноября 1993   |
| CIA — Канада               | 5× Платиновый (500,000 копий)   | 30 ноября 1993   |
| CIA — Канада               | 6× Платиновый (600,000 копий)   | 24 февраля 1994  |
| CIA — Канада               | 7× Платиновый (700,000 копий)   | 22 июня 1994     |
| CIA — Канада               | 8× Платиновый (800,000 копий)   | 25 июля 1994     |
| CIA — Канада               | Diamond (1,000,000 копий)       | 18 ноября 1994   |
| IFPI — Финляндия (Finland) | Золотой (10,000 копий)          | 1994             |
| ABPD — Brazil              | 2× Gold (200,000 копий)         | 1995, 1996       |

## Награды
Грэмми
| Год  | Победитель           | Номинация                                          |
| ---- | -------------------- | -------------------------------------------------- |
| 1993 | «Livin’ on the Edge» | Лучшее вокальное рок-исполнение дуэтом или группой |
| 1994 | «Crazy»              | Лучшее вокальное рок-исполнение дуэтом или группой |